# Floresi füleskuvik
A floresi füleskuvik (Otus alfredi) a madarak (Aves) osztályának a bagolyalakúak (Strigiformes) rendjéhez, ezen belül a bagolyfélék (Strigidae) családjához tartozó faj.

## Rendszerezése
A fajt Ernst Hartert német ornitológus írta le 1897-ben, a Pisorhina nembe Pisorhina alfredi néven.

## Előfordulása
Az Indonéziához tartozó Kis-Szunda-szigetek területén, Flores szigetén honos. Természetes élőhelyei a szubtrópusi és trópusi hegyi esőerdők és száraz erdők. Állandó, nem vonuló.

## Megjelenése
Testhossza 21 centiméter.

## Természetvédelmi helyzete
Az elterjedési területe nagyon kicsi, egyedszáma 250-2499 példány közötti és csökken. A Természetvédelmi Világszövetség Vörös listáján veszélyeztetett fajként szerepel.

## További információ
- Képek az interneten a fajról
- Xeno-canto.org - a faj hangja és elterjedési területe